# Sayyid Ahmad Khan
Syed Ahmad Khan  (celotno ime: Syed  Ahmad Taqvi 'Khan Bahadur'; * 17. oktober 1817 v Delhi-ju; † 27. marec 1898 v Aligarhu)
Syed  Ahmad Taqvi 'Khan Bahadur' se je rodil 17. Oktobra 1817 v Delhiju, glavnem mestu takratnega Mughalskega cesarstva, ko je vladal cesar Akbar II. Umrl je 27. marca 1898,  pokopan je v kampusu Muslimanske univerze Aligarh. Syed Ahmad Khan je bil muslimanski filozof, aktivist, učitelj in avtor številnih del.

## Zgodnje življenje
Njegovi predniki so izvirali iz perzijskega mesta Herat, ki se nahaja v srednjeveškem Khorasanu. Kasneje so se preselili v Indijo, kjer so živeli v veliki hiši v premožnem delu mesta. Odraščal je z dedkom Khwajahom Farid-ud-Dinom Ahmadom Khanom, ki je bil veleposlanik v Iranu in Burmi za Vzhodno Indijo. Prav zaradi njegovega dedka je družina imela poznanstva na sodišču v Mughalu. Poleg tega je njegov dedek poučeval matematiko in astronomijo na Univerzi Calcutta. Oče Syeda Ahmad Khana, imenovan Syed Muttaqi Muhammad bin Hadi Khan, je služil kot cesarjev osebni svetovalec in je sina vzgajal z močnim poudarkom na sodobnem izobraževanju. Khanova mati Aziz-un-Nisa, ki jo je zelo cenil, pri vzgoji svojega sina ni imela pretirane vloge, saj je bil za to zadolžen oče. Ob smrti očeta je bila družina v velikih finančnih težavah. Za preživetje družine se je boril Syed Ahmad Khan, ki je leta 1838 diplomiral kot sekretar pri vzhodnoindijski družbi. Syed se je ukvarjal z arabskimi, perzijskimi in urdujskimi verskimi teksti. Več let je študiral medicino, a študija nikoli ni dokončal.

## Odraslo obdobje
Syedu so ponudili zaposlitev na sodišču v Mughalu, a je ponudbo zavrnil in se začel ukvarjati z uredništvom bratovega dnevnika. Odločil se je, da bo vstopil v službo vzhodnoindijske družbe, kjer je sprva na sodišču v Agri delal kot uradnik. Njegova naloga je bila, da je vodil evidence o sodnih zadevah. Kasneje leta 1840 je napredoval v vodjo.
Ob izbruhu indijskega upora 10.maja 1857 je Syedov ugled zaradi nasilja in konca dinastije Mughal močno upadel. Po njegovem mnenju je upor izbruhnil zaradi nesporazumov med Britanci in indijskimi muslimani. Syed je to sprejel kot poraz muslimanske družbe. Ahmad Khan se je odločil sodelovati z Britanci, saj je bil to edini način, da bi se položaj muslimanov v Indiji izboljšal. Poskušal je napisati komentar o Svetem pismu, a ga ni nikoli dokončal. Prav tako se je soočil z obtožbo zaradi prevelike asimilacije s kolonialnim Zahodom. 
Upokojil se je leta 1876 in se osredotočil na razvoj kolegija in ustanovitev verskih reform. Leta 1878 je bil Syed nominiran za člana v krajevnem zakonodajnem svetu. Spodbujal je ustanavljanje fakultet in šol po celotni Indiji. Prav tega leta je Syed ustanovil Združenje Mohamedov za spodbujanje političnega sodelovanja med indijskimi muslimani iz različnih delov države. Leta 1883 je ustanovil Združenje skladov za javne uslužbence, da bi muslimanski diplomati lahko vstopili v indijsko civilno službo. Ob ustanovitvi indijskega nacionalnega kongresa je vernikom svetoval, naj se izogibajo kongresu. Na izobraževalni konferenci leta 1886 je bila izražena Khanova predanost izobraževanju. Cilj je namreč bil, da bi se med muslimani razširila sodobna in višja raven izobrazbe, pri tem pa je ključno vlogo imelo tudi prevajalsko delo iz angleščine v urdujščino. 

## Ustanovitev šol
Syed Ahmad Khan je bil vedno bolj zaskrbljen za prihodnost muslimanske skupnosti. Institucije, ki jih je ustanovil, so bile odprte za vse državljane. Močno strast do izobraževanja je začel razvijati leta 1850. Začel je z gradnjo šole v Moradabadu (1858), ki velja za eno izmed prvih verskih šol z znanstveno izobrazbo. V Ghazipurju je leta 1863 ustanovil še eno sodobno šolo. Poleg tega je ustanovil tudi kolegij MAO, kjer je bil zaposlen kot učitelj. 
Ustanovil je prevajalske organizacije. 1. aprila 1869 je skupaj s svojim sinom Syedom Mahmoodom odšel v Anglijo za eno leto in pol, kjer so mu podarili red zvezde Indije. Po vrnitvi je poskušal prepričati muslimane, da bi bili zvesti britanski vladavini. Odločil se je tudi za gradnjo "muslimanskega Cambridgea". Namen, ki ga je želel doseči je, da se muslimani spet vklopijo v elito in v državni sistem. Vzpostavil je tudi Anglo-Mohamedov orientalski kolegij. Da bi lahko izpolnili kolonialne zahteve, so se tukaj mladi muslimani lahko naučili novega uradnega jezika, ki je bil angleščina. Prav zaradi tega so ga nasprotniki obtožili, da obravnava britansko civilizacijo kot najvišjo stopnjo kulture.
Zaradi menjave oblasti leta 1857 se je moral oblikovati nov učni načrt, ki je bil sprva namenjen študentom humanizma, naravoslovja in politične teorije. Veljalo je načelo, da mora vsaka fakulteta imeti mošejo, tako kot so cerkve navezane na fakultete v Oxfordu in Cambridgeu. Leta 1873 so bili objavljeni prvi načrti kolegija.
Leta 1875 je ustanovil znanstveno društvo Aligarh, ki je bilo prvo znanstveno združenje te stroke v Indiji. Značilnosti društva sta bili med drugimi redno izdajanje revij o znanstvenih temah v angleščini in urdujščini ter letne konference. Sprva je bil kolegij povezan z Univerzo Calcutta, a je bil leta 1885 premeščen na Univerzo Allahabad. Na začetku 20. stoletja je univerza začela izdajati svojo revijo ter ustanovila pravno šolo. Kolegij se je v univerzo spremenil leta 1920.

## Faze razmišljanja
Khan je šel v svojem življenju skozi tri faze razmišljanja, ki jih je mogoče razvrstiti na tri obdobja, in sicer na versko misel (1842–1857), prevajalsko obdobje (1857–1869) in razlago vere (1870–1898).
Po njegovem mnenju se islam razlikuje od grške filozofije, zlasti od Aristotela. Sodobna znanost da večji poudarek zahtevam kot pa religiji, zato se Ahmadu Khanu zdi, da grška filozofija ni ustrezno sredstvo, ki bi nudila zadovoljevanje teh zahtev. Sodobna znanost temelji na metafiziki. Khan misli, da so vsa bitja (npr. narava, človek) božje delo, religija pa je božja beseda. Bitja in religija skupaj tvorita sufizem, ki velja za mistično smer, kjer se želijo sufisti predati Bogu, izkusiti njegovo neposrednost in v svoji notranjosti ne želijo biti več ločeni od njega. Khan želi v svoji izjavi »Islam je narava, narava pa islam« povedati, da je islam prava vera in da sta Bog in narava eno. Po njegovem mnenju je religija močno povezana z naravo. Tako se človekova narava šteje tudi za razumno vrsto. Poleg tega Ahmad Khan meni, da se Božje razodetje nahaja v naravi, ki je njegovo delo in pa v Qur'anu (Koran), ki pa je njegova beseda. Narave in Korana med seboj ni mogoče razločiti. 
Njegova načela so oblikovana po nauku Shaha Waliullahain. Khan poudarja, da sta Koran in Sunnah (Suna) pomembna pri reševanju in iskanju rešitve pravnega vprašanja. Razlog za to je, da islam šteje za božjo besedo, znanost pa za božje delo. Meni, da se mora islam, če želi biti dovolj fleksibilen in izpolniti zahteve nove dobe, vrniti k svojim koreninam. Koran je poskušal osvoboditi njegovih nerazumljivih dodatkov. Poudarek je dajal tudi znanstvenim elementom znotraj teologije. Khanov poskus usklajevanja ideologije in znanosti je veliko ljudi skritiziralo. Sam namreč ni zaključil usposabljanja a kljub temu podvomil v teološke izjave. Kritizirali so ga predvsem pripadniki ortodoksnih muslimanskih gibanj Ahl-i Hadīthain Deobandske šole. 

## Dela
S pomočjo svojih del je postal najimenitnejši muslimanski politik v Indiji 19. stoletja, kar je vplivalo na odnos, ki so ga muslimani gojili do različnih nacionalnih vprašanj. Syed Ahmad Khan je v Urduju leta 1842 objavil številne pogodbe o verskih temah. Syed je sčasoma začel poudarjati idejo pragmatičnega modernizma. Določene koranske verze je ponovno interpretiral in s tem poskušal dokazati, da je džihad (osebni napor za moralno in versko izboljšanje) za muslimane obvezen le, če obstaja "aktivno zatiranje ali oviranje verske prakse". Za Khana džihad predstavlja boj za versko svobodo. Objavil je tudi številne spise, ki spodbujajo liberalne, t.i. racionalne razlage islamskih svetih spisov.
- Jam-i-Jum. 1840: napisal ga je v perzijskem jeziku, ko je bil v Agri
- Jila al- Qulub bi Zikr al-Mahbub (Delight of the Hearts in Remembering the Beloved). 1843: delo je biografska skica preroka Mohameda
- Tuhfa-i Hasan (The Gift to Hasan). 1844: delo je urdujski prevod desetega in dvanajstega poglavja Tuhfah-i Ithna Ashariyya
- Asar-us-Sanadid. 1847: knjiga vsebuje njegove raziskave o gradnji mesta in okolice Delhi
- Kalimat al-Haqq (The True Discourse). 1849: gre za kritiko prevladujočih sufijskih praks okoli odnosov pir–murid
- Rah i Sunna dar radd i Bid'a (The Sunna and the Rejection of Innovations). 1850: Pri tem delu ni bil naklonjen verskim običajem in prepričanjem svojih somuslimanov
- Silsilat-ul-Mulk. 1852: knjiga vsebuje v kronološkem zaporedju razporejene datume poglavarjev v Delhi-ju
- Namiqa dar bayan masala tasawwur-i-Shaikh (A Letter Explaining the Teaching of tasawwur i shaikh). 1852: zagovarjal je sufijsko prakso vizualizacije znotraj, podobe človekovega duhovnega vodnika
- The Cause of the Indian Revolt. 1858: gre za njegovo najbolj znano literarno delo, ki ga je napisal na dvoru v Murabadadu
- Tabin al-al-kalam Fi tafsir altawrat Wa ‘I-injil’ala millat al Islam (Elucidation of the World in Commentary of the Torah and Gospel According to the Religion of Islam). 1862: delo obravnava islamski pristop do svetopisemskih spisov
- Al-Khutbat al-Ahmadiya fi'l Arab wa'I Sirat al-Muhammadiya (A Series of Essays on the Life of Prophet Muhammad and Subjects Subsidiary Therein). 1869: delo je duplikat splošno znane štiridelne knjige Williama Muira, The Life of Mahome (1864)
- Risala Ibtal-i-Ghulami. 1892: glavna tema knjige je suženjstvo